# Haines State Forest

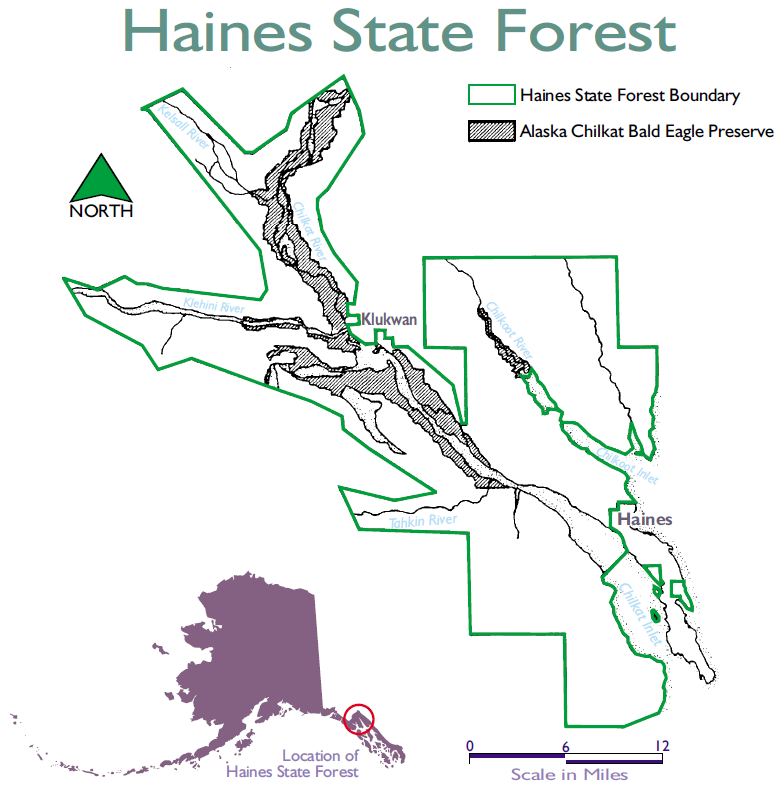
Haines State Forest
Alaska Chilkat Bald Eagle Preserve

Der 1982 gegründete Haines State Forest ist neben dem Tanana Valley State Forest einer von zwei Staatsforsten in Alaska.
Das 1157 km² große Waldgebiet im Nordwesten des Alaska Panhandle beinhaltet die Einzugsgebiete von Chilkoot River und Chilkat River mit dessen Zuflüssen Kelsall, Klehini und Takhin River. Die Höhenstufen im State Forest reichen von Küstenregionen auf Meereshöhe bis zu Hochlagen mit über 2100 m in den Coast Mountains.
In einer Übergangszone zwischen dem feuchten Küstenklima und dem trockenen, kalten Innenraum gelegen, bietet der Wald geeignete Bedingungen für eine Vielfalt von Pflanzen und Tieren.
In diesem mineralreichen Gebiet gibt es seit der Jahrhundertwende Prospektion und Bergbau, die bis heute andauern. Holzfällerstraßen, Flüsse und Wanderwege im Hinterland bieten Zugang zu abgelegenen Gebieten und reichlich Freizeitmöglichkeiten. Jagen, Fischen, Beerenpflücken, Camping, Wandern und Skifahren sind beliebte Aktivitäten. Mehrere kommerzielle Betreiber bieten ganzjährig Touren im Wald an.
Fotografen und Jäger verfolgen die Wildtiere des Waldes wie Elche, Schwarz- und Braunbären und Schneeziegen. Wölfe, Marder, Luchse, Vielfraße, Baumstachler, Biber, Fischotter und viele kleine Säugetiere leben in der Region. Trompeterschwäne, Gänse, Enten und eine Vielzahl von Singvögeln sind ebenfalls vorhanden.
Die vorherrschenden Baumarten sind Sitka-Fichte, westliche Balsam-Pappel und Weiden. Rund 15 % des Staatsforsts sind für den Holzabbau freigegeben.
Das Alaska Chilkat Bald Eagle Preserve liegt innerhalb des Staatsforsts.
Der Park grenzt an die Staatsgrenze zwischen den Vereinigten Staaten und der kanadischen Provinz British Columbia. Auf kanadische Seite schließt sich der Atlin/Áa Tlein Téix’i Provincial Park an die Grenze an.